# 19617 Duhamel
19617 Duhamel è un asteroide della fascia principale. Scoperto nel 1999, presenta un'orbita caratterizzata da un semiasse maggiore pari a 3,2121706 UA e da un'eccentricità di 0,1478473, inclinata di 1,87973° rispetto all'eclittica.